# Brussels Open 2011
Il Brussels Open 2011 (conosciuto anche come Brussels Open by GDF Suez per motivi di sponsorizzazione) è stato un torneo femminile di tennis giocato sulla terra rossa. È stata la 1ª edizione del torneo che fa parte della categoria Premier nell'ambito del WTA Tour 2011. Si è giocato al Royal Primerose Tennis Club di Bruxelles in Belgio dal 14 al 21 maggio 2011.

## Partecipanti

### Teste di serie
| Giocatrice | Nazionalità         | Ranking* | Testa di serie |
| ---------- | ------------------- | -------- | -------------- |
| Danimarca  | Caroline Wozniacki  | 1        | 1              |
| Russia     | Vera Zvonarëva      | 3        | 2              |
| Italia     | Francesca Schiavone | 5        | 3              |
| Serbia     | Jelena Janković     | 9        | 4              |
| Israele    | Shahar Peer         | 14       | 5              |
| Belgio     | Yanina Wickmayer    | 24       | 6              |
| Romania    | Alexandra Dulgheru  | 29       | 7              |
| Cina       | Peng Shuai          | 31       | 8              |

- Ranking al 9 maggio 2011.

### Altre partecipanti
Giocatrici che hanno ricevuto una Wild card:
- Kirsten Flipkens
- An-Sophie Mestach

Giocatrici passate dalle qualificazioni:

- Kaia Kanepi
- Abigail Spears
- Alison van Uytvanck
- Galina Voskoboeva
- Irina Falconi (lucky loser)

## Montepremi e punti
| Turno                        | Montepremi singolare | Punti | Montepremi doppi |
| ---------------------------- | -------------------- | ----- | ---------------- |
| Campionesse                  | $ 103,000            | 470   | $ 32,000         |
| Finaliste                    | $ 55,000             | 320   | $ 17,000         |
| Semifinaliste                | $ 29,500             | 200   | $ 9,250          |
| Eliminate ai quarti          | $ 15,675             | 120   | $ 4,850          |
| Eliminate agli ottavi        | $ 8,500              | 60    | $ 2,600          |
| Eliminati al 1º turno        | $ 4,650              | 1     | -                |
| Qualificate                  | -                    | 20    | -                |
| Ultimo turno qualificazioni  | $ 2,500              | 12    | -                |
| Secondo turno qualificazioni | $ 1,350              | 8     | -                |
| Primo turno qualificazioni   | $ 725                | 1     | -                |

## Campionesse

### Singolare
Caroline Wozniacki ha sconfitto in finale  Peng Shuai per 2-6, 6-3, 6-3.
- È il 4º titolo dell'anno per Caroline Wozniacki, il 14° della sua carriera.

### Doppio
Andrea Hlaváčková /  Galina Voskoboeva hanno sconfitto in finale  Klaudia Jans-Ignacik /  Alicja Rosolska per 3–6, 6–0, [10–5].